# Upper Baddibu
Upper Baddibu ist einer von 35 Distrikten – der zweithöchsten Ebene der Verwaltungsgliederung – im westafrikanischen Staat Gambia. Es ist einer von sechs Distrikten in der North Bank Region.
Nach einer Berechnung von 2013 leben dort etwa 51.379 Einwohner, das Ergebnis der letzten veröffentlichten Volkszählung von 2003 betrug 55.370.
Der Name ist von Baddibu abgeleitet, einem ehemaligen kleinen Reich.

## Ortschaften
Die zehn größten Orte sind:
- Farafenni, 19.512
- No Kunda, 1791
- Katchang, 1630
- Ngeyen Sanjal, 1624
- Sara Kunda, 1232
- Pallen, 1183
- Bambali, 1175
- Illiassa, 987
- Dibba Kunda, 979
- Alkali Kunda, 724

## Bevölkerung
Nach einer Erhebung von 1993 (damalige Volkszählung) stellt die größte Bevölkerungsgruppe die der Mandinka mit einem Anteil von rund vier Zehnteln, gefolgt von den Wolof und den Fula. Die Verteilung im Detail: 43,0 % Mandinka, 15,9 % Fula, 36,7 % Wolof, 0,5 % Jola, 0,4 % Serahule, 0,5 % Serer, 0,1 % Aku, 1,0 % Manjago, 1,3 % Bambara und 0,6 % andere Ethnien.